# Йерпен
Йерпен (на шведски: Järpen) е малък град в западната част на централна Швеция, лен Йемтланд. Главен административен център на община Оре. Разположен е около река Индалселвен. Намира се на около 500 km на северозапад от централната част на столицата Стокхолм и на около 70 km на северозапад от главния град на лена Йостершунд. Има жп гара. Населението на града е 1408 жители според данни от преброяването през 2010 г.